# Tháp Trump
Tháp Trump (tiếng Anh: Trump Tower) là toà nhà chọc trời hỗn hợp mục đích sử dụng, 58 tầng, cao 202 mét nằm ở số 721-725 Fifth Avenue giữa đường 56 và 57 ở Midtown Manhattan, Thành phố New York. Trump Tower được dùng làm trụ sở của The Trump Organization. Ngoài ra, nó còn có khu nhà ở, chung cư penthouse của Donald Trump - một nhà kinh doanh và nhà phát triển bất động sản, người sau này trở thành Tổng thống Hoa Kỳ. Vài thành viên khác của gia đình Trump cũng sống tại căn hộ này. Toà tháp được xây tại lô đất nơi cửa hàng hàng đầu của chuỗi cửa hàng Bonwit Teller trước đây từng tọa lạc.
Được thiết kế bởi Der Scutt of Poor, Swanke, Hayden & Connell và được phát triển bởi Trump và Công ty Bảo hiểm Nhân thọ Equitable (đổi tên thành Công ty Bảo hiểm Nhân thọ AXA Equitable năm 2004), toà nhà đã được xây dựng vào năm 1979. Mặc dù nằm ở một trong những khu vực đặc biệt của Midtown Manhattan, tháp này đã được phê duyệt bởi vì nó được xây dựng như là một phức hợp phát triển sử dụng hỗn hợp. Trump đã có thể thêm những tầng bổ sung vào tháp do xây dựng của mình của atrium ở tầng trệt. Có nhiều tranh cãi trong quá trình xây dựng, bao gồm việc phá hủy các tác phẩm điêu khắc quan trọng trong lịch sử từ cửa hàng Bonwit Teller; Trump bị cáo buộc là không đủ tiền trả cho các nhà thầu; Và một vụ kiện mà Trump đưa ra vì tháp không phải là miễn thuế.
Ngân hàng, căn hộ, văn phòng và cửa hàng mở cửa trong lịch trình từ tháng 2 đến tháng 11 năm 1983. Ban đầu, có rất ít người thuê nhà sẵn sàng di chuyển vào các khu thương mại và bán lẻ. Mặt khác, các đơn vị ở đã được bán hết trong vòng vài tháng sau khi mở cửa. Kể từ năm 2016, tháp đã có một sự gia tăng lớn trong chuyến viếng thăm do chiến dịch tranh cử của tổng thống Trump năm 2016 và cuộc bầu cử tiếp theo.

## Lịch sử

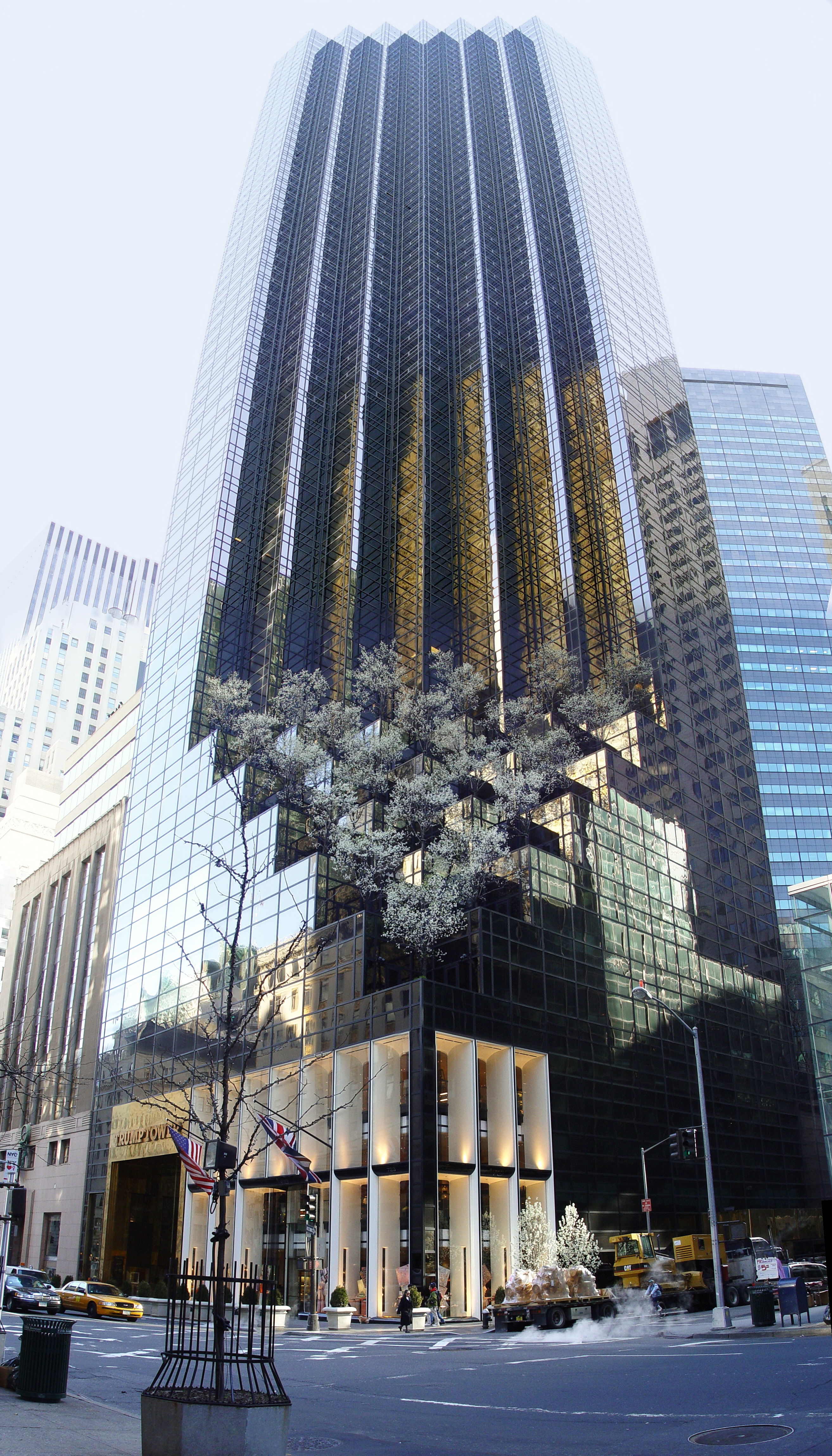
Nhìn từ Fifth Avenue

### Xây dựng
Được thiết kế bởi Der Scutt, Tháp Trump được xây dựng trên địa điểm của cửa hàng đầu tiên của Bonwit Teller, một toà nhà nổi tiếng được xây dựng năm 1929. Tòa nhà được mua bởi Trump vào năm 1979, với ý định xây dựng nhà cao tầng "siêu cao cấp cao cấp đầu tiên của thành phố". Tổ chức Trump phá hủy cửa hàng ở đại lộ Fifth Avenue và đường số 56 và dựng lên Trump Tower ở đó. HRH Construction là nhà thầu xây dựng. Barbara Res, người đã từng làm việc cho một số dự án khác của Trump và sau đó làm tư vấn cho Trump cho đến năm 1996, là nhà quản lý xây dựng, lúc đó, Res là một trong những người phụ nữ duy nhất được giao nhiệm vụ giám sát một khu vực xây dựng lớn của thành phố New York.
Tòa nhà nằm trong một khu phân vùng đặc biệt mở rộng Đại lộ số 5 giữa đường 38 và đường 58. Thông thường, một tòa nhà có chiều cao đó không thể được xây dựng trên khu vực nhỏ. Tuy nhiên, tòa nhà đã được phê duyệt một phần bởi vì nó đã được sử dụng hỗn hợp, với các đơn vị bán lẻ, văn phòng và nhà ở. Tổ chức Trump cũng đã xây dựng một khu mua sắm xuyên qua khối, kết nối với tháp 590 Madison Avenue của IBM ở phía đông, và mua các quyền không khí từ cửa hàng hàng đầu của Tiffany với giá 5 triệu USD. Tòa nhà cao 5 tầng của tòa tháp, được thiết kế như là một "không gian công cộng" dưới mã thành phố vào thời điểm đó, cho phép Tổ chức Trump xây dựng một tháp cao hơn, mặc dù các kế hoạch cũng quy định rằng một sân thượng cảnh quan được xây dựng. Đặc biệt, Trump đã xây dựng một khoảng sân rộng 15.000 bộ vuông (1.400 m2) để đổi lấy việc xây dựng thêm 20 tầng cho tháp của mình. Vào thời điểm đó, tòa nhà là tòa nhà chọc trời duy nhất trên đại lộ Fifth Avenue với không gian bán lẻ riêng.
Theo kế hoạch ban đầu, tháp sẽ có 60 tầng bao gồm 13 tầng văn phòng, 40 tầng nhà chung cư, và 2 tầng cho sử dụng cơ khí, nhưng sau đó được sửa đổi. Tuy nhiên, trong kế hoạch cuối cùng, đã có 26 tầng văn phòng trên nền của tòa nhà, sau đó thêm 39 tầng nhà chung cư khác có 270 căn hộ cao cấp cấp 30-68. Ban đầu, ước tính sẽ có 100 triệu USD để xây dựng tháp. Khi tháp cuối cùng mở, nó có 58 tầng  với tầng đầu đánh dấu là "68" bởi vì, theo Trump, khu công cộng năm tầng cao chiếm khoảng 10 tầng bình thường. Tuy nhiên, một số cây viết của Bloomberg L.P. xác định rằng các tính toán của Trump không tính đến thực tế rằng độ cao trần của Trump Tower cao hơn nhiều so với các tòa nhà tương đương. Theo kết quả tính toán sai lầm này, tháp không có bất kỳ tầng nào có số từ 6-13.